# 保釣行動委員會

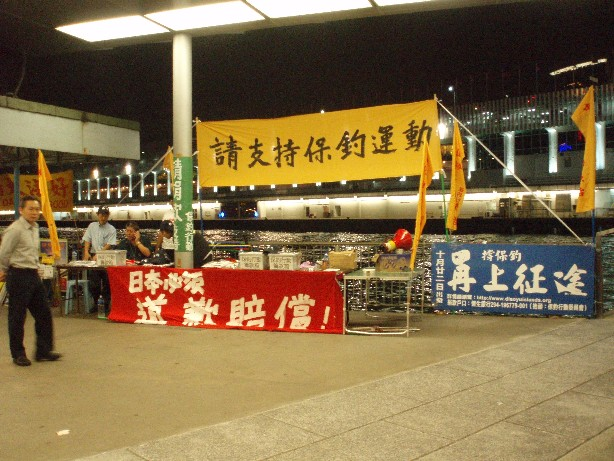
2006年保钓行动委员会在香港尖沙嘴设立的保钓宣传牌，宣传同年10月22日的保钓活动。

保钓行动委员会，是成立于1996年的香港民间保釣運動组织，反對日本統治钓鱼岛，並以到钓鱼岛宣示中國「主權」为其主要目标。2012年登上釣魚島宣示「主權」，導致中國反日示威和影響中日關係至今，使他們的行動備受爭議。

## 历史
1996年，日本外相池田行彦访问英属香港时，称钓鱼岛是日本固有领土，引起部分香港民众愤慨。加上日本一直不愿为其在第二次世界大战中给香港造成的伤害道歉并赔偿，故一些香港人自发组织了一个志愿团体——保钓行动委员会。该组织的成立时间与香港人陈毓祥赴钓鱼岛开展首次中国民间保钓行动时溺水身亡的时间差不多相同。
保钓行动委员会成立后，其成员一度最高升至100余人，到2003年降至30人。香港保钓行动委员会关注的领域很多，除了钓鱼岛之外，主要关注第二次世界大战的历史问题，比如慰安妇、731部队、南京大屠杀、香港淪陷時期等问题，从而逐渐成为一个反对日本军国主义的组织。该组织还定期赴学校办讲座，教育青少年认识历史。同时，该组织还寻求国际社会共同支持声讨日本军国主义。
2003年5月19日，冯锦华、张立昆、李南、牛力丕、周文博5人在网上发出《中国保钓行动登岛志愿者召集正式开始》的公告，征集志愿者出海保钓。接受报名的网站还明示：“本次保钓行动召集的志愿者在本次活动结束后自行解散；所有保钓志愿者的资料都将自愿接受相关部门检查。”冯锦华的实名求援信在爱盟网的点击率极高，捐款者超过一千人。2003年6月22日晨，载有15位中国内地及香港保钓人士的“浙玉渔1980”号渔船自浙江省玉环县黄门港启程开赴钓鱼岛。6月23日，在日本海上保安厅8艘军舰和多架飞机的包围下，该渔船未能驶抵钓鱼岛，被迫返航，6月24日回到玉环县码头。有三位香港保钓行动委员会成员参加了此次行动，其中罗就、曾海丰登船，而郑志坤留在岸上从事后勤工作。

## 2012年登上釣魚島導致中日關係緊張
2012年8月15日，香港保釣行動委員會一行共14名保钓人士（包括1名大陆人士、1名澳门人士、2名凤凰卫视记者），從香港出發乘坐啟豐二號保钓船前往钓鱼岛海域宣示主权。在接近釣魚台列島時漁船不斷受日方阻攔，其間日本海上保安廳曾發射水炮，漁船船頭、船身和導航儀損壞。最终有7名成员成功登上钓鱼岛，並揮舞五星紅旗與青天白日滿地紅旗，高唱中華人民共和國國歌，又企圖插上旗幟，但被在島上的日本海上保安官及警員阻止。日方扣押了全部14名保釣成員，將他們押送至石垣島和沖繩縣那霸市。此次登島事件是繼2004年中國大陸保釣人士登島，及1996年香港保釣人士登島後，再次有華人登上釣魚台上。事件也觸發中日外交風波，但最终相关人员及船只全部安全返回。

## 遭水警輪攔截
2014年10月12日，保釣行動委員會成員羅堪就及古思堯為了響應雨傘運動，在香港特別行政區政府海事處監視下強行開啟豐二號出海，但航行至南丫島附近海域時立即遭水警輪攔截。警方登上啟豐二號調查後，聲稱應海事處要求，要求羅堪就等人立刻返航往西灣河水警基地接受調查。羅堪就和古思堯拒絕，被警方當場以阻礙辦公等罪名拘捕上水警船，押返西灣河水警基地。

## 擺放慰安婦銅像
2017年7月7日起，保釣行動委員會在中環行人天橋正对交易廣場日本駐香港總領事館外擺放慰安婦少女銅像，以抗議日本首相安倍晉三的慰安婦及其右翼政策，並要求日本政府道歉賠償。

## 在靖國神社外抗議南京大屠殺
2018年12月12日，保釣行動委員會成員郭紹傑及嚴敏華，在日本東京的靖國神社外，抗議南京大屠殺。郭紹傑焚燒寫有「東條英機」的道具神主牌，並展示「毋忘南京大屠殺，追究日本屠城責任」標語；嚴敏華就以民間記者身份記錄及報道事件，二人即場被日本警方拘捕。

## 代表人物
- 主  席: 陳多偉
- 副主席: 曾健成
- 副主席：區伯權
- 秘  書: 符偉樂

- 前主席：陳蚵南
- 前主席：羅堪就
- 前主席：柯华
- 前主席：何俊仁
- 前主席：陳妙德
- 副主席：區伯權
- 曾健成
- 郭紹傑
- 嚴敏華